# رودني كارني
رودني كارني (بالإنجليزية: Rodney Carney)‏ مواليد 5 أبريل 1984 في ممفيس، هو لاعب كرة سلة أمريكي بدأ مسيرته الاحترافية في سنة 2006 حيث تم اختياره من قبل فريق شيكاغو بولز خلال الدرافت يلعب في دوري بورتوريكو لكرة السلة ويحمل الرقم 22. يبلغ طوله 6 قدم 7 بوصة (2.0 م).

## فرق لعب لها
- فيلادلفيا سفنتي سيكسرز
- مينيسيوتا تيمبر وولفز
- غولدن ستايت ووريورز
- ميمفيس غريزليس
- لياونينغ فلاينج ليباردز

## إحصائيات المسيرة

### الموسم الاعتيادي
| السنة   | الفريق                 | لعب | بدأ | دقيقة | ميداني% | ثلاثية | حرة  | ارتداد | صنع | استلاب | تصدي | نقطة |
| ------- | ---------------------- | --- | --- | ----- | ------- | ------ | ---- | ------ | --- | ------ | ---- | ---- |
| 2006–07 | فيلادلفيا سفنتي سيكسرز | 67  | 35  | 17.4  | .464    | .347   | .609 | 1.9    | .4  | .6     | .3   | 6.6  |
| 2007–08 | فيلادلفيا سفنتي سيكسرز | 70  | 6   | 14.8  | .403    | .317   | .679 | 2.1    | .5  | .6     | .3   | 5.8  |
| 2008–09 | مينيسيوتا تيمبر وولفز  | 67  | 6   | 17.9  | .416    | .350   | .758 | 1.9    | .4  | .7     | .4   | 7.2  |
| 2009–10 | فيلادلفيا سفنتي سيكسرز | 68  | 0   | 12.6  | .401    | .304   | .825 | 2.0    | .5  | .4     | .3   | 4.7  |
| 2010–11 | غولدن ستايت ووريورز    | 25  | 1   | 13.2  | .421    | .459   | .667 | 1.9    | .4  | .4     | .2   | 5.0  |
| 2010–11 | ميمفيس غريزليس         | 2   | 0   | 2.5   | .333    | .000   | .000 | .5     | .0  | .5     | .0   | 1.0  |
| المسيرة |                        | 299 | 48  | 15.4  | .422    | .338   | .704 | 2.0    | .4  | .5     | .3   | 5.9  |

### التصفيات
| السنة   | الفريق                 | لعب | بدأ | دقيقة | ميداني% | ثلاثية | حرة  | ارتداد | صنع | استلاب | تصدي | نقطة |
| ------- | ---------------------- | --- | --- | ----- | ------- | ------ | ---- | ------ | --- | ------ | ---- | ---- |
| 2008    | فيلادلفيا سفنتي سيكسرز | 6   | 0   | 14.0  | .387    | .500   | .500 | 1.2    | .8  | 1.2    | .3   | 5.0  |
| المسيرة |                        | 6   | 0   | 14.0  | .387    | .500   | .500 | 1.2    | .8  | 1.2    | .3   | 5.0  |

## روابط خارجية
- رودني كارني على موقع إن بي أي (الإنجليزية)
- رودني كارني على موقع سبورتس رفرنس (الإنجليزية)
- رودني كارني على موقع كرة السلة الأوروبية.كوم (الإنجليزية)
- رودني كارني على موقع كلية كرة السلة في سبورتس رفرنس.كوم (الإنجليزية)
- رودني كارني على موقع ريلجم (الإنجليزية)
- رودني كارني على موقع بروبوليرز (الإنجليزية)
- رودني كارني على موقع سبورتس رفرنس (الإنجليزية)
- رودني كارني على موقع سبورتس رفرنس (الإنجليزية)